# Kanton Rauschenberg
Der Kanton Rauschenberg war eine Verwaltungseinheit im Distrikt Marburg des Departement der Werra im napoleonischen Königreich Westphalen. Sitz der Kantonalverwaltung und des Friedensgerichts  war die Stadt Rauschenberg im heutigen Landkreis Marburg-Biedenkopf.
Der Kanton umfasste 11 Dörfer und Weiler und eine Stadt, hatte 4249 Einwohner und eine Fläche von 1,22 Quadratmeilen.
Zum Kanton gehörten die Orte:
- Stadt Rauschenberg mit dem Hof Wambach und der Fiddemühle,
- Sindersfeld,
- Schwabendorf mit Wolfskaute,
- Albshausen,
- Wohra,
- Halsdorf mit Niedlingen,
- Josbach,
- Wolferode,
- Hatzbach,
- Burgholz,
- Ernsthausen.